# 文化の型
文化の型（ぶんかのかた）とは、ルース・ベネディクト著『文化の型』（"Patterns of Culture"、1934年）において用いた文化人類学上の概念である。
「文化の型」は非常にしばしば「文化の類型」と混同されるが、それらは全く別個の概念である。文化の類型は、複数の文化を比較してその中での文化的事象が外見的に類似した特徴を持っているかどうかという点で見分けられるものであるが、文化の型は文化的事象が無意識的に形成される過程を広範囲にわたる事例から分析することによって初めて知られるものである。すなわち「類型」(type)には動的な意味は無いが、「型」(pattern)には静的な意味と動的な意味が共に備わっており、「型にはめる」という概念も含んでいる。文化にはその言葉で言い表されるような動的な機能もあるということがベネディクトの発見の1つの重要なポイントである。
文化の型とは何かを知るには次の3点を理解しなければならない。
1. 文化の型の機能は、人間の集団が永続的な社会生活を営むために必要な一定の思考と行動の型を形成し、保持すると共に、その集団のまとまりを妨げるものを排除したり、無害なものに作り変えたりすることにある。
2. 文化の型は、1つの国民または部族の成員が共有する無意識すなわち集合的無意識の中に存在する。それは、意識されないことによって世代を超越し、歴史を超越し、環境を超越し、社会的変動を超越し、政治的権力を超越して、長期にわたって変化しないことが可能になっている。
3. 文化の型は、1.と2.のほかには何1つ条件を伴わない。したがってある集団の文化の型と、別の集団のそれとの間に共通点が無く、互いに全く矛盾するということがあり得る。そして、そういうことがあっても、どちらが正しく、どちらが不正であるという絶対的判断を下す根拠は存在せず、価値の優劣を見分けることは誰にもできない。

ベネディクトは『文化の型』の中でズニ族、クワキウトゥル族およびドブ島民について詳細な分析をし、「アポロン型」と「ディオニュソス型」があることを明らかにした。また彼女は『菊と刀』（1946年）で日本の文化の型を論じ、それが「恥の文化」として一応括られるが、さらに深く追究すれば「菊」によって象徴されるところの「擬装された意思の自由」と「刀」によって象徴されるところの「自己責任の態度」という2つの型が見出されることを示した。